# Щербань Євген Олександрович
Євген Олександрович Щербань (18 січня 1946, Костянтинівка, Харківська область, Українська РСР — † 3 листопада 1996, Донецьк, Україна) — український бізнесмен, політик, член Виконкому Ліберальної партії України, народний депутат України 2-го скликання, член Комісії з питань молоді, спорту і туризму, член фракції ВР «Соціально-ринковий вибір».

## Біографія
Народився 18 січня 1946 року у селищі Костянтинівка, що на Харківщині.
З 1972 по 1977 рік навчався у гірничо-промисловому училищі у місті Донецьку. Освіту продовжував у Донецькому політехнічному інституті.
Євген Щербань працював гірничим інженером на шахті «Кіровська» (остання посада — заступник директора) до 1988 року. На початку Незалежності організував кооператив «Прогрес». Згодом він організував корпорацію «АТОН». З його ім'ям пов'язували такі фірми, як «АМЕСТ», «Фінансист», СП «Гефест», що володіла мережею АЗС в Донецькій області та інші. Був одним з найбагатших людей в Україні на початку 1990-х років.
У 1994 році був обраний до Верховної Ради України від Волноваського виборчого округу (Донецька область).

## Убивство
Убитий 3 листопада 1996 року разом з дружиною в режимній зоні летовища аеропорту «Донецьк» міста Донецька близько 12 години дня після посадки приватного літака Як-40, на якому убитий повернувся з Москви з ювілею Йосипа Кобзона.
Вбивство здійснила група злочинців у складі Вадима Болотських (рос. Москвич), Геннадія Зангеліді (рос. Зверь) та їх спільників. Крім бізнесмена та його дружини, загинули бортмеханік, авіатехнік та інспектор аеродромної митниці. Як встановило слідство, вбивство скоїв громадянин Росії Вадим Болотських двома пострілами впритул, решта людей загинули внаслідок хаотичної стрілянини з автомата його напарника Геннадія Зангеліді.
Убивство та його розслідування мало гучний політичний резонанс, результати слідства по убивству намагались використати різні політичні сили України у політичній боротьбі. В різний час розглядались версії щодо зацікавленості у можливій причетності до вбивства Віктора Януковича, Ріната Ахметова, Павла Лазаренка, Юлії Тимошенко та інших.

## Родина
- Дружина, Надія Щербань (Нікітіна), загинула під час замаху 3 листопада 1996 разом з чоловіком.
- Син, Руслан Євгенович Щербань (нар. 13 січня 1977), депутат Донецької обласної ради (6 скликання, вибори 31.10.2010). Комерційний директор ТОВ "Донецьке регіональне ВО «Центр»[8].
- Син, Щербань Євген Євгенович[9].

## Вшанування пам'яті
В пам'ять про Євгена Щербаня було засновано благодійний фонд його імені.

## Відео
- Спадкоємець. Фільм-розслідування hromadske на YouTube
- Відео Інтерв'ю Руслана Щербаня [Архівовано 30 січня 2021 у Wayback Machine.]